# マシュー・マッグローリー
マシュー・マッグローリー（Matthew McGrory、1973年5月17日 - 2005年8月9日）は、アメリカ合衆国の俳優である。

## 来歴
1973年、ペンシルバニア州のウェスト・チャスターに生まれた。先天性の巨人症を患っていたため、幼稚園を卒園する頃には既に1.5メートルの身長があった。その後、大学を卒業した後に、ハワード・スターンやオプラ・ウィンフリーらが司会を務めるトークショーなどへ出演。足のサイズは47.5cmと大型で、足の大きさでギネス世界記録もされている。
229cmの高身長と低い声を活かし、その後は映画やテレビドラマなどへ出演して、役者活動を開始し、2001年にジェイク・ギレンホール主演のコメディ映画『バブル・ボーイ』で劇場映画デビュー。翌年にはウィル・スミス、トミー・リー・ジョーンズが主演の人気シリーズ『メン・イン・ブラック2』のエイリアン役でノークレジットながらも出演。特にその名が知られるようになったのは2003年にティム・バートンが監督したファンタジー映画『ビッグ・フィッシュ』に登場する巨人カール役。同作ではユアン・マクレガー演じる主人公が出会う洞窟に住む巨人を演じて印象を残した。シットコムの『マルコム in the Middle』やテレビシリーズ『チャームド』などへのテレビドラマへも出演している。

### 死去
2005年に、死去が報じられた。当局によれば事件性はなく、自然死だったと発表されている。尚、死去する直前には『デビルズ・リジェクト マーダー・ライド・ショー2』などで仕事を共にしたロブ・ゾンビ監督と共にアンドレ・ザ・ジャイアントに関する伝記映画の撮影中だった。32歳だった。

## 出演作品

### 映画
- God Is in the T.V. (1999) ※ビデオ作品
- The Dead Hate the Living! (2000) ※ビデオ作品
- バブル・ボーイ Bubble Boy (2001)
- メン・イン・ブラック2 Men in Black II (2001)
- マーダー・ライド・ショー House of 1000 Corpses (2003)
- ビッグ・フィッシュ Big Fish (2003)
- Planet of the Pitts (2004)
- The Storyteller (2005)
- コンスタンティン Constantine (2005)
- デビルズ・リジェクト マーダー・ライド・ショー2 The Devil's Rejects (2005)
- ShadowBox (2005)
- DarkPlace (2007) ※ビデオ作品

### テレビドラマ
- マルコム in the Middle Malcolm in the Middle (2001)
- チャームド Charmed (2003, 2004)
- カーニバル Carnivàle (2003, 2005)